# Leszek Możdżer
Leszek Możdżer, (Gdańsk, 1971. március 23. –) lengyel dzsesszzongorista, zeneszerző, filmzeneszerző, producer.

## Pályafutása
Możdżer ötéves korában szülei tanécsára kezdett zongorázni. Andrzej Artykiewicz osztályában tanult. 1996-ban szerzett diplomát a gdański Academy of Music in Gdańsk-on.  Művészi pályafutása Emil Kowalewski klarinétművész zenekarában, majd a Miłość zenekarban kezdte. Lars Danielsson nagybőgőssel és Zohar Fresco dobossal dzsessztriót alakított. További zenészek, akikkel pályája során együttműködött: Marcus Miller, David Gilmour, Lester Bowie, Archie Shepp, Arthur Blythe, Tomasz Stańko, Pat Metheny, Janusz Muniak, Phil Manzanera, Zbigniew Namysłowski, Michał Urbaniak, Anna Maria Jopek, Mys Behemitz, Iva Bittová, Cæcilie Norby, David Friesen...
Możdżer dolgozott Jan A. P. Kaczmarekkel és Zbigniew Preisner filmzeneszerzőkkel.
1994-ben a Katowicében rendezett Nemzetközi Jazz Improvizációs Versenyen 1. helyezést ért el. 1998-ban megkapta az Év Jazzmanja Fryderyk-díjat. 1999-ben a Gdansk Polgármesteri Díj kitüntetettje lett kiemelkedő művészi teljesítményéért. 2001-ben elnyerte a lengyel Kulturális és Nemzeti Örökség Minisztériuma Ad Astra-díját, amelyet „egy kiváló fiatal zenésznek” ítélnek oda. 2004-ben „Paszport Polityki-díjat” kapott szórakoztató kategóriában. 2011-ben újabb Fryderyk-díjat nyert a legjobb eredeti filmzenéért Możdżer Kaczmarek című albumáért, (amely egy kortárs filmzene-gyűjtemény). 2013-ban a Polonia Restituta lovagkeresztjével tüntették ki.
2010-ben Targ Węglowy w Gdańsku-ban különleges zenei koncertet adott a Solidarność mozgalom alapításának 30. évfordulója, valamint Frédéric Chopin születésének 200. évfordulója alkalmából. 2012-ben a Montreux-i Jazz Fesztivál Jazz Piano Competition zsűritagja volt. 2017-ben a Wrocławi Operában bemutatták a Thomas Bernhard művei alapján készült „Immanuel Kant” című operáját.

## Albumok
(lemezválogatás)
- 1992: Miłość
- 1994: Chopin-impresje
- 1995: Not Two Miłość & Lester Bowie
- 1996: Live in Holy City & Michał Urbaniak
- 1996: Talk to Jesus Leszek & Możdżer Sextett
- 1996: Asthmatic Miłość
- 1996: Facing the Wind – & David Friesen
- 1997: Live in Sofia – & Adam Pierończyk
- 1999: Chopin Demain-Impressions
- 1999: 10 łatwych utworów Zbigniew Preisner
- 2000: Bosa – & Anna Maria Jopek
- 2002: Barefoot – & Anna Maria Jopek
- 2002: Upojenie & Anna Maria Jopek & Pat Metheny
- 2003: Impresje na tematy Chopina – Impressions on Chopin
- 2003: Farat – & Anna Maria Jopek
- 2004: Piano
- 2004: Piano live
- 2004: Makowicz vs. Możdżer at the Carnegie Hall – & Adam Makowicz
- 2005: Live in Warsaw – & Adam Klocek
- 2005: Leszek Możdżer, Lars Danielsson, Zohar Fresco: The Time
- 2006: Leszek Możdżer, Lars Danielsson, Zohar Fresco: Between Us & the Light
- 2007: ID – & Anna Maria Jopek
- 2007: Lars Danielsson & Leszek Możdżer: Pasodoble
- 2008: Live in Gdańsk – & David Gilmour
- 2008: Firebird V11 – & Phil Manzanera
- 2009: Chopin Jazz
- 2010: Kaczmarek played by Możdżer
- 2011: Komeda
- 2012: Walter Norris & Leszek Możdżer: The Last Set – Live
- 2013: Leszek Możdżer, Lars Danielsson, Zohar Fresco: Polska
- 2015: Empik Jazz Club
- 2017: Earth Particles – & Holland Baroque
- 2018: Gloria Campaner & Leszek Możdżer: Live at Enter
- 2024: Adam Bałdych & Leszek Możdżer: Passacaglia

## Filmek
- Leszek Możdżer az IMDb-n

## Díjak
- 1998: az Év Jazzmanja; Fryderyk-díj[3]
- 2001: (Itt egy lengyel kitüntetés). Kulturális és Nemzeti Örökség Minisztériuma – Ad Astra-díj[4]
- 2005: Grand Prix Jazz Melomani
- 2013: A Polonia Restituta-rend lovagja
- 2015: Paszport Polityki Bronze Medal for Merit to Culture – Gloria Artis
- 2011: újabb Fryderyk-díj